# BC Возничего
BC Возничего (лат. BC Aurigae) — двойная затменная переменная звезда типа Алголя (EA) в созвездии Возничего на расстоянии приблизительно 1670 световых лет (около 512 парсеков) от Солнца. Видимая звёздная величина звезды — от +13,2m до +11,6m. Орбитальный период — около 5,7598 суток.

## Характеристики
Первый компонент — оранжевая звезда спектрального класса K. Радиус — около 4,74 солнечных, светимость — около 11,623 солнечных. Эффективная температура — около 4898 К.